# Futura (revue)
Pour les articles homonymes, voir Futura.
Futura est une revue de bandes dessinées de « petit format » (13 x 18 cm) plus ou moins apparentée aux comics. Publiée d'août 1972 à avril 1975 par les éditions Lug, elle eut trente-trois numéros.

## Séries
Composée exclusivement de créations de l'éditeur dans le genre de la science-fiction, elle publia notamment : 
- Jaleb le télépathe[1] (scénario de Claude J. Legrand, dessins de Annibale Casabianca, puis Yves Chantereau) : un extra-terrestre télépathe qui — comme Superman — a grandi sur Terre.

Les parents de Jaleb Jellicoe sont obligés de l'abandonner étant enfant sur la planète Terre. Un couple d'Américains le recueille et l'élève. À l'âge adulte, il devient journaliste, profitant de son don de télépathe. Il découvre Jessica une femme de la même race de télépathe que lui. Elle s'apprête à lui faire renouer le contact avec son peuple, mais elle meurt dans un stupide accident de voiture (elle voulait éviter un animal qui avait surgi sur la route).
Après ce premier épisode, Jaleb Jellicoe recherche d'autres télépathes, pour retrouver sa propre race. Il trouve des terriens doués de plusieurs dons (télépathie, télékinésie, etc.). Il découvre même une race terrienne de troglodytes en Afrique ayant des dons télépathiques beaucoup plus puissants que ceux de sa propre race.
Il suit un programme d'entraînement dans un dojo japonais, et dans l'armée américaine.
Il finit par renouer le contact avec son propre peuple, à bord d'un engin stellaire sous-marin.
Il combat des extra-terrestres venus d'une autre galaxie, mais meurt dans l'opération. Les troglodytes télépathes d'Afrique le font ressusciter.
Il retourne dans sa civilisation, et prend la défense de ceux qui n'ont pas de pouvoir télépathique, pour qu'ils aient les mêmes droits, voire qu'ils acquièrent les pouvoirs qui leur manque.
Tel Michel Strogoff, les autorités l'amputent de son don de télépathe ; mais via l'aide de la pègre, il réussit à regagner son pouvoir.
Il devient le symbole de la rébellion et concentre en lui l'esprit d'un milliard d'individus pour vaincre son ennemi juré, Muir.
- Homicron[2] (dessins de Lina Buffolente, puis Paolo Morisi) : un super-héros qui a obtenu ses pouvoirs en fusionnant avec une entité extra-terrestre.
- Larry Cannon (scénario de Claude J. Legrand, dessins de Annibale Casabianca, puis Yves Chantereau) : un enquêteur d'une compagnie d'assurance essayant d'endiguer l'invasion de la Terre par un parasite extra-terrestre.
- La Brigade temporelle (scénario de Claude J. Legrand, dessins de Edmond Ripoll) : un groupe de policiers du temps qui s'efforcent de maintenir le cours de l'Histoire face à de maléfiques voyageurs temporels.
- Jeff Sullivan (scénario de Claude J. Legrand, dessins de Luciano Bernasconi) : un super-héros, "l'homme d'airain", dont la deuxième identité est celle d'un simple employé de banque.

Il découvre qu'il fait partie d'une famille ayant des super-pouvoirs, les Sullivan ; lui-même a le pouvoir de contrôler ses atomes, il peut donc influer sur son poids (et donc voler) ou sur sa densité (et donc pouvoir donner à ses poings la dureté de l'airain).
Dans l'un des épisodes, il est dans un monde alternatif où les japonais ont gagné la Deuxième Guerre mondiale et ils occupent les USA.
Dans le dernier épisode, il est sur une base lunaire à partir de laquelle un patriote américain cinglé envoyait des bombes atomiques sur les USA ; pour venir à bout de l'ennemi et sauver les USA, l'homme d'airain se sacrifie et fait tout exploser : la base, le cinglé et lui-même. Dans la dernière image de ce dernier épisode, on voit que l'homme d'airain essaie désespérément de rassembler ses atomes pour survivre
- Sibilla (scénario de Pier Carpi, dessins de Luciano Bernasconi) : une journaliste de magazine à sensation qui combat des menaces surnaturelles.
- Futura publia également certaines nouvelles de Legrand ou Chantereau.

## La fin de la revueFutura
Malgré des qualités indéniables, Futura peina à trouver son public et dut stopper rapidement.
Tous ces personnages ont été ensuite réutilisés par Jean-Marc Lofficier pour Semic et ils figurent désormais au catalogue de Hexagon Comics. La plupart de ces histoires ont été écrites par Claude J. Legrand qui était le principal scénariste de la maison Lug à cette époque, notamment pour la revue Kabur.

## Couvertures
La couverture du premier numéro de Futura est de Jean-Yves Mitton. Celles des n° 2, 4, 6, 8 à 20 sont de Jean Frisano, les autres ayant été réalisées en Italie.

## Renaissance de la revueFutura
Mars 2013 marque le retour de la revue, aux éditions Organic Comix. Le magazine continue là où Strange s'est arrêté. La nouveauté, c'est la publication de super-héros de L'âge d'or des comics qui sont dans le domaine public (règle du terme le plus court).

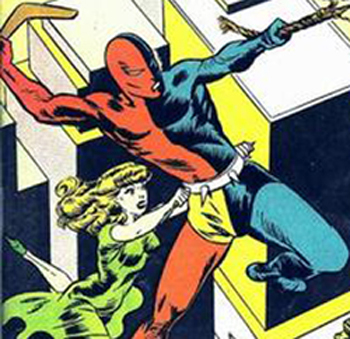
Daredevil est l'un des super-héros de l'âge d'or de la bande dessinée appartenant au domaine public publié dans la deuxième version de Futura.

Les comics publiés sont les suivants :
- Fantask Force (Reed Man) ;
- L'Archer Blanc (François Corteggiani et Jean-Yves Mitton);
- Hugh Hazzard et son Iron Man (en) (George Brenner);
- Miss Deeplane (Stéphane Louis);
- Daredevil (Lev Gleason Publications) (en)(Don Rico, Jack Binder)
- Dinosaur Bop (Jean-Marie Arnon);
- ShieldMaster (Jim Simon, Jean Depelley, Chris Compin et Reed Man);
- The Formidables (Chris Malgrain);
- Les Revenants (Pat Lesparre);
- Fantax (Jean-Yves Mitton);
- Zolt Zam (Yves Chantereau et Patricia Chantereau);
- Kronos (Jean-Yves Mitton).